# Định lý Pompeiu

Hình vẽ miêu tả định lý Pompeiu.

Trong hình học phẳng, định lý Pompeiu (tiếng Anh: Pompeiu's theorem) là một hệ quả được tìm ra bởi nhà toán học người România Dimitrie Pompeiu. Nội dung định lý này như sau:
Trong mặt phẳng, cho tam giác đều ABC. Khi này, với điểm P bất kì trong mặt phẳng, độ dài ba đoạn thẳng PA, PB, PC có thể được dựng thành một tam giác mới.
Định lý này có thể được chứng minh bằng cách xét một phép quay 60 độ với tâm quay là điểm B. Khi đó, giả sử điểm A sau khi được quay trở thành điểm C do tam giác ABC đều, điểm P trở thành điểm P', khi đó PB = P'B và góc PBP' bằng 60 độ, từ đó suy ra tam giác PBP' là một tam giác đều và có PP' = PB. Tương tự, ta có PA = P'C, để từ đó tam giác PCP' có ba cạnh lần lượt bằng độ dài ba đoạn thẳng PA, PB và PC, phép dựng hình hoàn tất và định lý được chứng minh.

Hình vẽ miêu tả chứng minh định lý Pompeiu

Tuy nhiên, định lý này có một trường hợp đặc biệt, rằng nếu điểm P nằm trên đường tròn ngoại tiếp của tam giác đều ABC, khi đó tam giác được tạo thành từ độ dài ba cạnh PA, PB và PC bị suy biến trở thành ba điểm thẳng hàng, và hệ thức PA + PC = PB khi đó thỏa mãn, trường hợp đặc biệt này thường được biết đến là định lý Van Schooten.

Hình vẽ miêu tả trường hợp đặc biệt của định lý Pompeiu.